# Muara Tetap
Muara Tetap is een bestuurslaag in het regentschap Kaur van de provincie Bengkulu, Indonesië. Muara Tetap telt 581 inwoners (volkstelling 2010).